# 戊二酰亚胺
戊二酰亚胺是一种有机化合物，结构简式为(CH2)3(CO)2NH。它是一种白色固体，该化合物可由戊二酸单酰胺发生脱水反应形成。
戊二酰亚胺有时称作2,6-哌啶二酮。它是多种药物的核心，包括沙利度胺，一种用于治疗多发性骨髓瘤和麻风病的药物；和放线菌酮，一种有效的蛋白质合成抑制剂。